# Kaspíisk
Kaspíisk (en rus Каспийск; en lak Ккасппи) és una ciutat de la República del Daguestan, Rússia. Es troba a la vora de la mar Càspia, a 15 km al sud-est de Makhatxkalà.

## Història
Kaspíisk fou fundada el 1932. Al principi va establir-se com un assentament obrer anomenat Dvigatelstroi, que literalment vol dir construcció de motors. Aquest assentament va ser construït per la necessitat de donar lloc a una producció de motors dièsel per a vaixells. D'altra banda, l'inici de la Segona Guerra Mundial va fer que la localitat esdevingués ràpidament un important centre productor d'armament. El 1947 va rebre ja l'estatus de ciutat amb el nom de Kaspíisk.
Durant el període de la postguerra, Kaspíisk va desenvolupar-se com a emplaçament industrial i com a suburbi obrer de Makhatxkalà. La població va créixer de 25.200 habitants el 1959 a 49.400 el 1979.
Durant la dècada de 1990 i 2000 Kaspíisk fou un lloc on van produir-se força atacs durant la Primera i la Segona Guerra Txetxena, com per exemple el cas d'un bombardeig de cases de militars comès per guerrillers txetxens el 16 de novembre de 1996 que va causar 68 morts i el de 9 de maig de 2002 durant la desfilada del Dia de la Victòria, que va causar la mort de 43 persones.

## Demografia
| 1939   | 1959   | 1970   | 1979   | 1989   | 2002   | 2008   | 2010    |
| ------ | ------ | ------ | ------ | ------ | ------ | ------ | ------- |
| 18 900 | 25 200 | 39 000 | 49 400 | 60 100 | 77 650 | 82 703 | 103 900 |